# Cepheus heterosetosus
Cepheus heterosetosus är en kvalsterart som först beskrevs av Sitnikova 1975.  Cepheus heterosetosus ingår i släktet Cepheus och familjen Cepheidae. Inga underarter finns listade i Catalogue of Life.